# Zimiromus iotus
Zimiromus iotus är en spindelart som först beskrevs av Banks 1929.  Zimiromus iotus ingår i släktet Zimiromus och familjen plattbuksspindlar.
Artens utbredningsområde är Panama. Inga underarter finns listade i Catalogue of Life.